# 寶義
寶義（1226年七月—1227年六月）是西夏末主李睍的年號，共計2年。见于万光泰《纪元韵叙》，史书未载。王应麟《玉海》还记有广僖、清平年号，未详何时。
張鑑春《西夏紀事本末》謂丁亥年（1227年）為西夏「寶慶元年」，疑張氏誤記南宋寶慶年號。

## 改元
- 乾定四年（1226年）——七月，李德旺去世，李睍即位，改元寶義。[4][5]
- 寶義二年（1227年）——六月，李睍向蒙古投降。[4][6][5]

## 纪年對照表
| 寶義 | 元年   | 二年   |
| ---- | ------ | ------ |
| 公元 | 1226年 | 1227年 |
| 干支 | 丙戌   | 丁亥   |

## 同期存在的其他政权年号
- 中國
  - 宝庆（1225年－1227年）：宋—宋理宗赵昀之年号
  - 正大（1224年－1231年）：金—金哀宗完顏守緒之年號
  - 大同（1224年－1233年）：金時期—蒲鮮萬奴之年號
  - 天輔（1226年）：大理—段智祥之年號
  - 仁壽（1227年－1238年）：大理—段智祥之年號
- 越南
  - 建中（1226年－1232年）：陳朝—陳太宗陳日煚之年號
- 日本
  - 嘉祿（1225年－1228年）：後堀河天皇之年號

## 深入閱讀
- 李崇智. . 北京: 中華書局. 2004年12月. ISBN 7101025129.
- 鄧洪波. . 臺北: 國立臺灣大學東亞經典與文化研究計劃. 2005年3月  [2021-12-13]. ISBN 9789860005189. （原始内容 (pdf)存档于2007-08-25）.
- 長部和雄.  (pdf). 東京: 京都大學. 1933年7月1日  [2021年12月13日]. ISBN. （原始内容存档 (PDF)于2021年12月9日）.
- 長部和雄.  (pdf). 東京: 京都大學. 1933年10月1日  [2021年12月18日]. ISBN. （原始内容存档 (PDF)于2021年12月18日）.

## 參看
- 中國年號索引

| 前一年號： 乾定 | 西夏年号 | 下一年號： -- |